# Lijst van nummer 1-dvd's in de Nederlandse Muziek DVD Top 30 in 2006
Dit is een lijst van nummer 1-dvd's in de Nederlandse Muziek DVD Top 30 in 2006.
| Nummer | Datum        | Artiest          | Titel                                                        |
| ------ | ------------ | ---------------- | ------------------------------------------------------------ |
| 75     | 7 januari    | U2               | 05 Vertigo - Live From Chicago                               |
|        | 14 januari   | U2               | 05 Vertigo - Live From Chicago                               |
| 76     | 21 januari   | André Rieu       | Songs From My Heart - Aus Meinem Herzen - Live In Maastricht |
|        | 28 januari   | André Rieu       | Songs From My Heart - Aus Meinem Herzen - Live In Maastricht |
| 77     | 4 februari   | U2               | 05 Vertigo - Live From Chicago                               |
| 78     | 11 februari  | Armin van Buuren | Armin Only - The Next Level - Ahoy' Rotterdam                |
| 79     | 18 februari  | André Rieu       | Songs From My Heart - Aus Meinem Herzen - Live In Maastricht |
|        | 25 februari  | André Rieu       | Songs From My Heart - Aus Meinem Herzen - Live In Maastricht |
|        | 4 maart      | André Rieu       | Songs From My Heart - Aus Meinem Herzen - Live In Maastricht |
|        | 11 maart     | André Rieu       | Songs From My Heart - Aus Meinem Herzen - Live In Maastricht |
| 80     | 18 maart     | Andrea Bocelli   | A Night In Tuscany                                           |
| 81     | 25 maart     | Kus              | Kus de dag!                                                  |
| 82     | 1 april      | BZN              | The Singles Collection 1965 - 2005                           |
| 83     | 8 april      | De Toppers       | Toppers In Concert                                           |
|        | 15 april     | De Toppers       | Toppers In Concert                                           |
| 84     | 22 april     | Racoon           | Another Night                                                |
| 85     | 29 april     | BZN              | The Singles Collection 1965 - 2005                           |
|        | 6 mei        | BZN              | The Singles Collection 1965 - 2005                           |
| 86     | 13 mei       | Anouk            | Anouk Is Alive                                               |
|        | 20 mei       | Anouk            | Anouk Is Alive                                               |
|        | 27 mei       | Anouk            | Anouk Is Alive                                               |
|        | 3 juni       | Anouk            | Anouk Is Alive                                               |
|        | 10 juni      | Anouk            | Anouk Is Alive                                               |
|        | 17 juni      | Anouk            | Anouk Is Alive                                               |
|        | 21 juni      | Anouk            | Anouk Is Alive                                               |
|        | 1 juli       | Anouk            | Anouk Is Alive                                               |
| 87     | 8 juli       | John Fogerty     | The Long Road Home - In Concert                              |
| 88     | 15 juli      | Anouk            | Anouk Is Alive                                               |
| 89     | 22 juli      | Pink Floyd       | P.U.L.S.E.                                                   |
|        | 28 juli      | Pink Floyd       | P.U.L.S.E.                                                   |
|        | 5 augustus   | Pink Floyd       | P.U.L.S.E.                                                   |
|        | 12 augustus  | Pink Floyd       | P.U.L.S.E.                                                   |
|        | 19 augustus  | Pink Floyd       | P.U.L.S.E.                                                   |
|        | 26 augustus  | Pink Floyd       | P.U.L.S.E.                                                   |
|        | 2 september  | Pink Floyd       | P.U.L.S.E.                                                   |
| 90     | 9 september  | De Toppers       | Toppers In Concert 2006                                      |
| 91     | 16 september | Guus Meeuwis     | Live in het Philips stadion                                  |
|        | 23 september | Guus Meeuwis     | Live in het Philips stadion                                  |
| 92     | 30 september | U2               | Zoo TV - Live From Sydney                                    |
|        | 7 oktober    | U2               | Zoo TV - Live From Sydney                                    |
|        | 14 oktober   | U2               | Zoo TV - Live From Sydney                                    |
|        | 21 oktober   | U2               | Zoo TV - Live From Sydney                                    |
|        | 28 oktober   | U2               | Zoo TV - Live From Sydney                                    |
| 93     | 4 november   | Frans Bauer      | In Noorwegen                                                 |
|        | 11 november  | Frans Bauer      | In Noorwegen                                                 |
|        | 18 november  | Frans Bauer      | In Noorwegen                                                 |
| 94     | 25 november  | Robbie Williams  | And Through It All - Robbie Williams Live 1997 - 2006        |
|        | 2 december   | Robbie Williams  | And Through It All - Robbie Williams Live 1997 - 2006        |
|        | 9 december   | Robbie Williams  | And Through It All - Robbie Williams Live 1997 - 2006        |
| 95     | 16 december  | Marco Borsato    | Symphonica In Rosso                                          |
|        | 23 december  | Marco Borsato    | Symphonica In Rosso                                          |
|        | 30 december  | Marco Borsato    | Symphonica In Rosso                                          |

2002 ·
2003 ·
2004 ·
2005 ·
2006 ·
2007 ·
2008 ·
2009 ·
2010 ·
2011 ·
2012 ·
2013 ·
2013 ·
2015 ·
2016 ·
2017 ·
2018 ·
2019
- Nederland (Top 40)
- Nederland (Single Top 100)
- Nederland (3FM Mega Top 50)
- Nederland (Kink 40)
- Nederland (DVD Top 30)
- Vlaanderen (Radio 2 Top 30)
- Vlaanderen (Ultratop 50)
- Vlaanderen (Top 30 van Ultratop)
- Vlaanderen (De Afrekening)
- Wallonië
- Australië
- Denemarken
- Duitsland
- Frankrijk
- Ierland
- Italië
- Nieuw-Zeeland
- Noorwegen
- Oostenrijk
- Verenigd Koninkrijk
- Verenigde Staten (Hot 100)
- Zweden
- Zwitserland